# Malibu (Sangiovanni)
Malibu è un singolo del cantante italiano Sangiovanni, pubblicato il 17 maggio 2021 come quinto estratto dal primo EP eponimo.

## Descrizione
Il brano è stato scritto da Alessandro La Cava e Dardust, con quest'ultimo che ne ha curato la produzione. Musicalmente Malibu è una canzone pop con sonorità reggae.

## Video musicale
Il video musicale, diretto da Late Milk, è stato reso disponibile il 23 luglio 2021 su YouTube e conta la partecipazione della ballerina Giulia Stabile, all'epoca fidanzata del cantante.

## Tracce
1. Malibu (con Trevor Daniel) (Remix) – 2:46

## Classifiche

### Classifiche settimanali
| Classifica (2021) | Posizione massima |
| ----------------- | ----------------- |
| Italia            | 1                 |
| Svizzera          | 48                |

### Classifiche di fine anno
| Classifica (2021) | Posizione |
| ----------------- | --------- |
| Italia            | 1         |
| Classifica (2022) | Posizione |
| Italia            | 60        |